# Furor Teutonicus

Furor Teutonicus (« Furie teutonique ») est une phrase latine qui se réfère à la férocité proverbiale des teutons, ou plus généralement des tribus germaniques durant la période de l'empire romain.

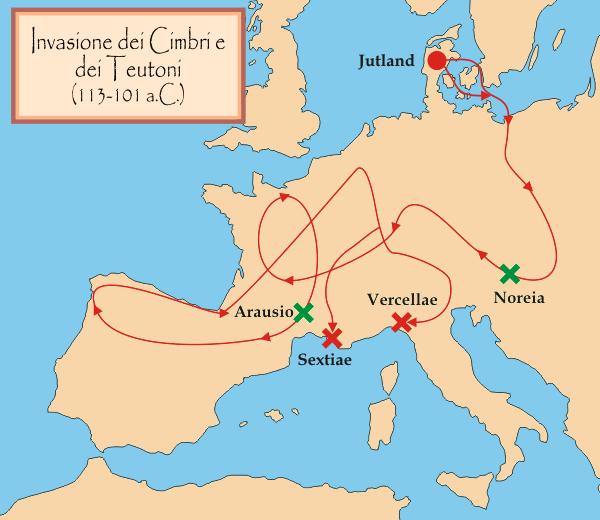
Invasion des Cimbres et des Teutons. Jutland (actuel Danemark) est leur lieu d'origine ; les croix vertes représentent leurs victoires et les croix rouges leurs défaites.

La première utilisation de l'expression est attribuée au poète Marcus Annaeus Lucanus, plus connu sous le nom de Lucain, dans son ouvrage Bellum civile/Pharsale (Lucain). Lucain utilisa ce terme pour décrire ce qu'il croyait être les caractéristiques de la tribu germanique des Teutons : une rage berserker folle et sans merci dans la bataille. 
Les teutons rencontrèrent les armées de l'empire romain à l'est des Alpes  vers l'an 113. Les romains se trouvaient sous le commandement du Consul Papirius Carbo et tentèrent de tendre un piège aux teutons, mais ils sous-estimèrent leur potentiel militaire et perdirent la Bataille de Noreia. D'autres conflits, la Bataille d'Orange en 105 par exemple, s'achevèrent sur une défaite des romains. Ce fut le point de départ d'une grande peur des invasions teutonnes, bien qu'avec du recul, cette peur se révèle injustifiée puisque les teutons n'avaient aucune raison d'occuper Rome. 
Les teutons furent vaincus par Caius Marius en 102, mais d'autres tribus germaniques restèrent un souci pour l'Empire romain, jusqu'à sa destruction par les conquêtes germaniques et mercenaires dans le cadre des grandes invasions.